# بطولة العالم لكرة القدم للصم 2008
كانت بطولة العالم لكرة القدم للصمّ لعام 2008 هي النسخة الأولى من المسابقة الدولية لفرق كرة القدم الوطنية للصمّ للرجال والسيدات. تم تنظيمها من قبل اللجنة الدولية لرياضة الصم (CISS)، وعُقدَت في باتراس، اليونان، بين 1-12 يوليو 2008. في بطولة الرجال، فازت ألمانيا باللقب لأول مرة، وهزمت تركيا في النهائي، وحصلت فرنسا على الميدالية البرونزية قبل الولايات المتحدة. في بطولة السيدات، فازت روسيا باللقب لأول مرة، وهزمت ألمانيا في النهائي، وحصلت إنجلترا على الميدالية البرونزية قبل جنوب إفريقيا.

## الترتيب

### رجال
| مرتبة | فريق             |
| ----- | ---------------- |
| 1     | ألمانيا          |
| 2     | تركيا            |
| 3     | فرنسا            |
| 4     | الولايات المتحدة |
| 5     | اليونان          |
| 6     | أيرلندا          |
| 7     | روسيا            |
| 8     | إيطاليا          |
| 9     | أوكرانيا         |
| 10    | تايلاند          |
| 11    | إنجلترا          |
| 12    | أوكرانيا         |
| 13    | أستراليا         |
| 14    | الصين            |
| 15    | فنزويلا          |

| 2008 World Deaf Football Championships - Men |
| -------------------------------------------- |
| · ألمانيا · للمرة الأولى                     |

### النساء
| مرتبة | فريق         |
| ----- | ------------ |
| 1     | روسيا        |
| 2     | ألمانيا      |
| 3     | إنجلترا      |
| 4     | جنوب إفريقيا |
| 5     | اليونان      |

| 2008 World Deaf Football Championships - Women |
| ---------------------------------------------- |
| · روسيا · للمرة الأولى                         |